# Davy Byrne's pub

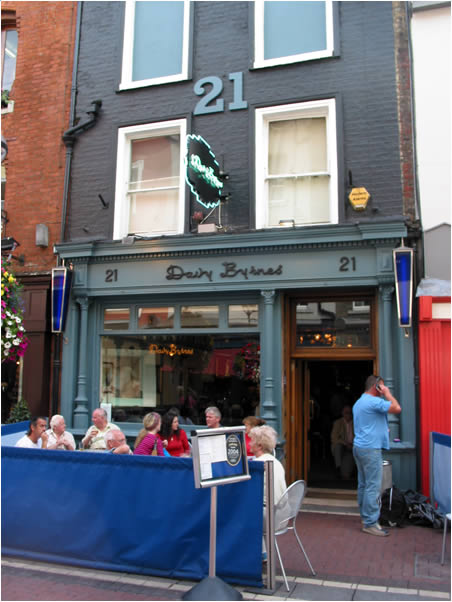
Exterieur

Davy Byrne's pub is een bekende pub in Duke Street, Dublin, Ierland. Het werd genoemd in James Joyce's roman Ulysses (1922). Nog steeds is het een pelgrimsoord voor fans van James Joyce, die er, net als hoofdpersonage Leopold Bloom, een boterham met kaas en een glas wijn bestellen. Vooral op Bloomsday is de pub drukbezocht.